# 餃子通り
餃子通り（ぎょうざどおり）は、栃木県宇都宮市にある通り。赤門通りから東通りに至る総延長153 mの区間の愛称で、正式名称は宇都宮市道886号である。通りには宇都宮餃子を代表する店舗を含めた餃子店が並び、餃子にちなんだ装飾が随所に散りばめられている。

## 道路概況
JR宇都宮駅から西へ約800 m、宇都宮二荒山神社にほど近い、宇都宮市中心市街地の中にある。餃子通りの区間は、赤門通りから東通りまでで、宇都宮市道路管理課が制定した道路愛称・宮島町通り（みやじまちょうどおり）と実質的に同一区間である。通りは町丁字界を兼ねており、通りの北側は宮町、南側は馬場通り四丁目に属する。旧町名では両側とも宮島町であり、自治会名として残っている。
栃木県のデスティネーションキャンペーン（DC）に合わせる形で、2018年（平成30年）4月26日に、宇都宮市DC推進委員会が「餃子通り」と命名した。命名の目的はこの通りを宇都宮市の観光名所とし、観光客に大谷町など市内の他の観光地への訪問をも促すことである。
全長153 mの通りには、宇都宮みんみんや正嗣（まさし）の本店を含め5つの餃子店が建ち並び、栃木県内外から訪れた観光客が行列を成す。店舗によっては、入店までに数時間並ぶこともある。
2018年時点での宇都宮市の年間観光客数は、1512万人にのぼる。2017年時点での同市の観光動態調査によると、宇都宮市のイメージに「餃子」を挙げた人は92.3%、餃子を食べるために宇都宮市を訪れた人は63%である。宇都宮餃子会加盟店だけで90店以上あり、非加盟の餃子店も加えれば市内には餃子提供店舗が300店超あると見積もられている。このため宇都宮市では餃子通りの観光開発を重視しており、通りへの新規出店希望があれば協力すると表明している。

## 餃子の装飾

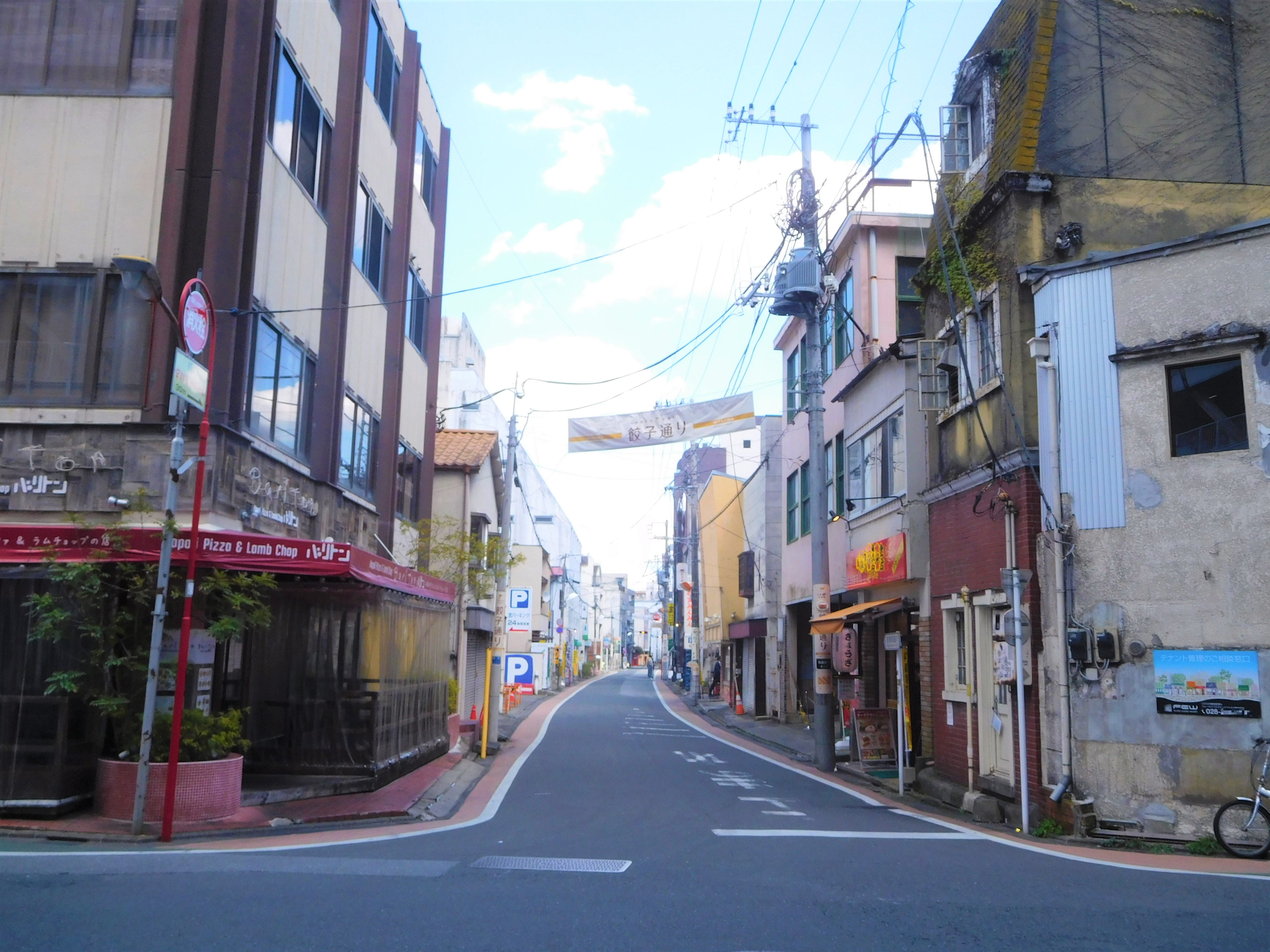
餃子通りの横断幕

餃子通りには、餃子にちなんだ装飾が各所に施されている。餃子通りの命名当時は、「餃子通り」と書かれた横断幕・電柱広告・のぼりの3種類であったが、次第に餃子を描いたマンホールの蓋、餃子形のバス停・オブジェ・街灯、餃子をイメージしてベージュ色に塗装した路側帯、餃子通りののれんが整備されていった。通りには昭和の雰囲気が残っており、餃子の装飾はこの雰囲気を生かすように飾り付けている。
このほか、「飲める餃子」と称する商品をディスプレイした自動販売機を設置している。宇都宮市がメーカーの協力を得てディスプレイしているものであるが、実際には「飲める餃子」という飲料は存在しないため、常に「売り切れ」ランプが点灯しているという仕様になっている。

### マンホールと路側帯
餃子を描いたマンホールの蓋（以下、マンホール）と餃子色をイメージした路側帯は、餃子通りの命名時点から整備予定であったもので、2018年（平成30年）10月5日に公開された。ご当地マンホール目当ての訪問者や、観光客がソーシャル・ネットワーキング・サービス（SNS）へ投稿し、拡散することを狙って整備したものである。
マンホールは3か所設置し、餃子の皮をイメージして白を基調とした。複数の手作り風の白い餃子の中に、焼き上がりをイメージした黄色の餃子が混じったデザインとなっている。ご当地マンホールの1つとしてマンホールカード化され、JR宇都宮駅の宇都宮市観光案内所で配布している。
路側帯は、南北両側とも餃子の焼き色をイメージしてベージュ色（きつね色）に塗装し、数か所に「隠れ餃子」と称する白い餃子のイラストを施している。

### オブジェ
餃子のオブジェ（3D電柱広告）は、通りにある電柱に9つ設置している。立体的な電柱広告は日本初で、法律に触れないよう、設置角度や高さにも注意が払われた。設置当初は耐久性を試すため、2019年（令和元年）6月までの設置予定であった。設置には東京都の広告会社（東電タウンプランニング）の協力を得た。
オブジェは、宇都宮餃子会の会員店舗が調理した焼き餃子をスキャナで読み取り、3Dプリンターで成型し、餃子の焼き色に塗布した素材をかぶせたものである。大きさは幅30 cmで、餃子の部分は5 cm盛り上がり、餃子の「羽根」まで再現している。

### 街灯

点灯中の様子

餃子形の街灯は、通りに7基設置している。宇都宮餃子会が監修し、特定店舗の餃子を意識せず、昔ながらの手作り餃子をイメージした形をしている。繊維強化プラスチック製で、大きさは縦25 cm×横70 cm×厚み29 cmあり、日没と同時に自動点灯する。餃子通りを訪れる人を楽しませると同時に、夜の街への誘客を意図している。
企画者は宇都宮市DC推進委員会で、東京・恵比寿駅前、ビール坂にあるビールジョッキ形の街灯にヒントを得たものである。ジョッキ形街灯を製作した埼玉県の企業に製作を依頼し、宇都宮餃子会の監修の下、手作り感や焼き目・焼き色にこだわり、試作を重ねて完成した。企画から完成まで1年以上を要し、宇都宮餃子会の夢が実現した。

### のれん

のれん

餃子通りののれんは、2020年（令和2年）10月26日に、餃子通りの餃子店や空きスペースに計8枚設置された。宇都宮市の伝統工芸である「宮染め」で作られた縦1.85 m×横1.2 mののれんで、市内の建築設計会社がデザインし、市内の呉服店が監修、のれんを飾る竹竿には若山農場の竹を、のれんの重しにカネホン採石場の大谷石を使うなど、宇都宮産にこだわったものである。のれんは茶色とベージュ色の2色あり、それぞれ揚げ餃子と水餃子をイメージした色合いに仕上げている。企画者は宇都宮市観光推進委員会。
のれんの掲出に合わせて、のれんと同じデザインの缶バッジを約6,000個制作し、通りに店舗を構える餃子店で利用客に配布する企画も実施された。

### GYOZAモニュメント

GYOZAモニュメント

2022年（令和4年）10月28日に、餃子通り沿いの民有地に「GYOZA」の文字と、焼き餃子を箸で持ち上げた様子を立体化した「GYOZAモニュメント」が設置された。SNS映えを意識したフォトスポットとして宇都宮観光推進委員会が設置したもので、幅3 m×高さ1.1 mの繊維強化プラスチック（FRP）でできている。モニュメントのデザインは、宇都宮メディア・アーツ専門学校の学生が示した55の案の中から選ばれたものである。
このモニュメントの存在を広めるため、TwitterやInstagramでモニュメントの写真を投稿してもらう「餃子といえば宇都宮キャンペーン」を2022年（令和4年）12月から2023年（令和5年）1月まで、宇都宮観光推進委員会が開催した。

## 歴史

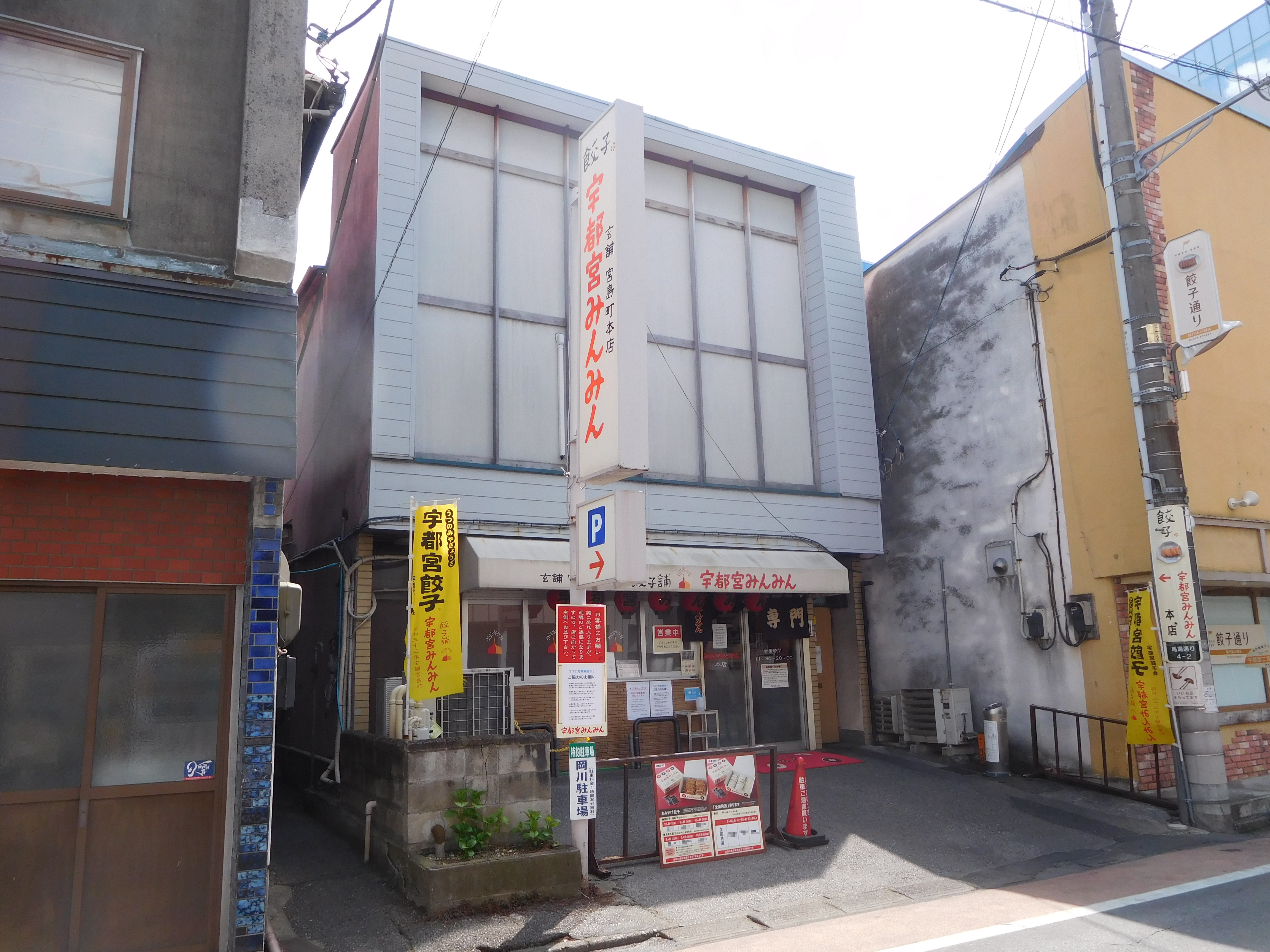
宇都宮みんみん本店

宮島町通り（餃子通り）のある一帯は、旧町名で「宮島町」といい、近世までに商人の町として成立し、江戸時代から明治時代にかけては、古着屋・穀物店・荒物屋などが建ち並んでいた。町名は、「第二番神祇町」と称されるほど宇都宮二荒山神社（宮）との関わりが深かったこと、湿地の中に浮かぶ島のような地形であったことに由来する。1958年（昭和33年）、戦後間もない宮島町通りに宇都宮みんみんが出店し、少しずつ餃子店が増えていった。2002年（平成14年）には宮島町通りに「餃子横丁」を創設する構想が浮上し、時の宇都宮市長・福田富一が「実現に向けて検討する」と6月の宇都宮市議会で答弁し、7月には講師を呼んで検討会を開くなどの動きが見られた。2015年（平成27年）7月11日には、フタバ食品の経営する餃子店・豚嘻嘻（とんきっき）が宮島町通りの質屋跡へ移転・開業した。
2018年（平成30年）4月26日、宇都宮市長の佐藤栄一は定例記者会見で、餃子店の並ぶ宮島町通りを餃子通りと命名することを発表した。翌4月27日には通りにある宮パーキングでオープニングセレモニーを挙行し、テープカットを行い、同所に臨時観光案内所を開設した。臨時観光案内所はDC期間中（4 - 6月）の休日のみ開設し、餃子を食べに来た観光客を市内の他の観光地へ誘導する役割を担った。しかし実際には案内所に寄せられた質問は、ほとんどが餃子に関するものであった。餃子通りの命名のほか、首都圏でのパンフレット配布、宮のSAKEフェスの開催などをした結果、DC期間中の宇都宮市の観光客数は約354万人（前年同期比+0.6%）、宿泊者数は約42万人（前年同期比+6.3%）となった。DC終了後の10月5日には、餃子のマンホールと路側帯の整備が終わり、一般公開された。
2019年（平成31年）2月には「飲める餃子」をラインナップに加えた自動販売機を設置し、4月にはゴールデンウィーク前に餃子のオブジェを電柱に取り付けた。2019年（令和元年）10月1日の消費税の10%への引き上げと飲食料品の軽減税率導入に当たっては、宇都宮みんみんがレジを改修して店内飲食10%、持ち帰り8%に改定した一方、正嗣は人手不足を理由に8%の税込み価格を維持した。
2020年（令和2年）2月末以降、コロナウイルス感染症の流行に伴う臨時休校などの影響で大学生らが餃子通りに押し寄せ、店舗によっては3時間待ちの大行列が形成された。同年3月13日、餃子形の街灯が設置され、報道陣向けに点灯式が挙行された。宇都宮みんみんでは、コロナウイルス感染症の感染拡大を防止するため、自主的に4月4日より土日の臨時休業を開始したが、間もなく東京都知事の小池百合子が外出自粛を呼びかけたことで客足が遠のき、4月8日には来店客が通常期の3分の1ほどに落ち込み、行列も解消された。

## 宮島町通り
道路愛称制定時はうつのみや表参道スクエアは無く、起点・馬場通り4丁目（二荒山神社）、終点・馬場通り4丁目（東通り）となっていた。二荒山神社前再開発により、バンバ広場開設、表参道スクエア建設で道路も変化し、2006年4月時点では、赤門通りから東通りまでで、上述のとおり餃子通りと同区間となった。